# Illa de La Deva i Platja de Bayas
L'Illa de la Deva i Platja de Bayas és un conjunt declarat monument natural situat al Principat d'Astúries, en terrenys del concejo de Castrillón i Soto del Barco, a l'est de la desembocadura del riu Nalón.
Va ser declarat monument natural pel Decret 20/2002 del Govern d'Astúries. Ocupa una superfície de 109,57 ha, dividides entre el concegut com "Playón de Bayas" i penya-segats de la Punta Socollo (69,88 ha), l'illa de la Deva (7,71 ha) i la superfície marítima entre l'illa i la costa (31,98 ha). Està inclòs en el Lloc d'Importància Comunitària de Cap Bust - Luanco i a la Zona d'Especial Protecció per a Aus homònima.

## Playón de Bayas
El Playón de Bayas, amb gairebé 3 km de longitud, és l'arenal més llarg d'Astúries. La seva formació no és fortuïta. És deguda a la gran quantitat de sediments que arrossega el riu Nalón, que drena gairebé dos terços de la regió asturiana, i que se situa a l'oest de la platja. Els corrents litorals dominants en el mar Cantàbric, d'oest a est, arrosseguen aquests sediments fent-los ensopegar amb el ressalti del Cap Vidrias i dipositant-los sobre l'arenal de Bayas, la qual cosa dona lloc a la formació d'un important sistema dunar, només interromput per la desembocadura del rierol de Fontebona, que partiona els concejos de Soto del Barco i Castrillón.
Les comunitats vegetals de platja, que es distribueixen sobre els dipòsits de arribazón dipositats per la marea, tenen una bona representació, sent freqüent la presència de la lechetrezna de les platges (Euphorbia peplis), declarada espècie sensible a l'alteració del seu hàbitat i només present en altres dues localitats d'Astúries: la platja de Barayo, límit dels concejos de Navia i Valdés, i la de Frexulfe (Navia).
No obstant això, les comunitats millor desenvolupades són les de les dunes blanques, dominades per una gramínea rizomatosa d'alt port, el barrón (Ammophila arenaria subsp. australis), i en les quals freqüentment apareixen altres plantes legalment protegides com el nardo marítim (Pancratium maritimum), bulbosa de vistoses flors blanques, catalogada com a espècie d'interès especial.
Les comunitats de duna grisa no són molt extenses i apareixen molt degradades per plantacions forestals de pi i eucaliptus. Malgrat això Bayas alberga un important elenc de la flora característica de les dunes grises. Així, no és rara l'observació de espigadilla de mar (Crucianella maritima), lechuguilla dolça (Reichardia gaditana) o mielga marina (Medicago marina), espècies totes elles protegides i que apareixen en explicades estacions del litoral asturià.
L'estat de conservació és bastant bo i afortunadament no compta amb edificacions en les seves proximitats que desvirtuïn el litoral i entorn de la platja. Donada la seva declaració com a monument natural, no està autoritzada la introducció d'espècies alóctonas, extracció de sorra, construcció d'edificacions i altres alteracions de l'ecosistema.
En l'actualitat, existeix una senda costanera de gairebé 10 km de longitud, que començant a la platja de Arnao va fins a l'extrem est del playón de Bayas. Es tracta d'una senda per als vianants que recorre diverses platges del concejo de Castrillón.

## Illa de la Deva

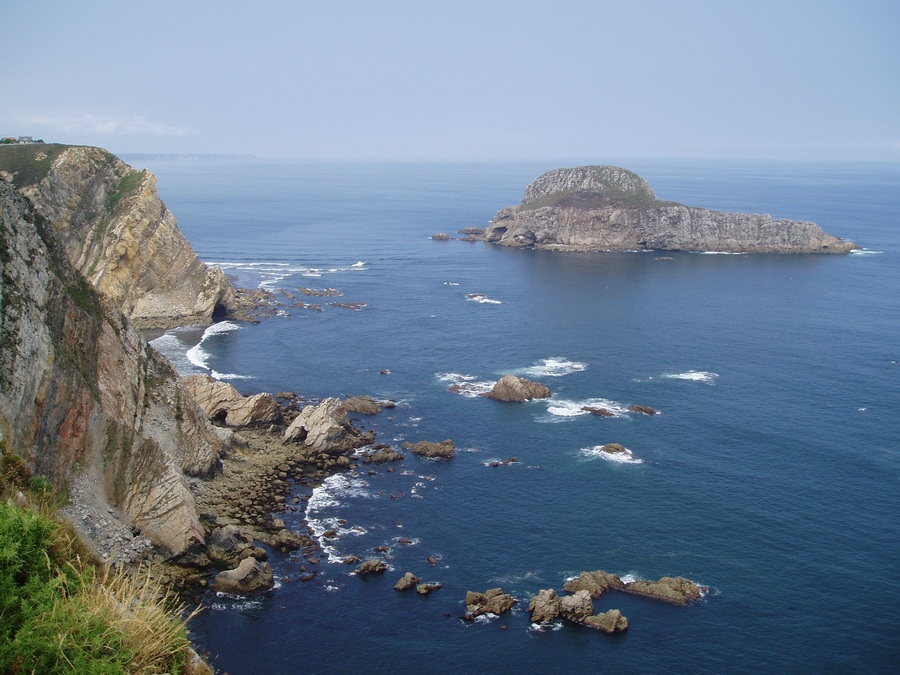
L'illa de la Deva vista des del cap Vidrias

L'illa La Deva és un promontori quarsític a l'extrem occidental del Playón de Bayas, gairebé enfrontat al Cap Vidrias i a uns 350 m de la costa. Amb una planta d'uns 800 per 400 metres i una cota de gairebé 90 metres en la seva coronació, es tracta sens dubte del major dels illots del litoral asturià.
En la seva coberta vegetal, poden diferenciar-se les tres cintures recognoscibles en els penya-segats del litoral cantàbric. Una primera banda, de molt escassa cobertura, formada per espècies herbàcies que arrelen en les fissures del penya-segat; una segona banda de prades de Festuca rubra ssp. pruinosa; i una tercera banda, de matolls, principalment gatosa europea i brucs.
L'illa és usada per multitud d'aus marines com a lloc de nidificació o refugi. Destaquen les gairebé cinc-centes parelles de Larus michahellis que nien a l'illa, sent l'única colònia que es reprodueix amb freqüència en el litoral asturià. També és utilitzada com a refugi per altres espècies de gavines, corb marí gros (Phalacrocorax carbo), i fins i tot bernats pescaires (Ardea cinerea)
No obstant això, l'aspecte més destacable és la nidificació d'algunes espècies legalment protegides i catalogades com d'interès especial: el corb marí emplomallat (Phalacrocorax aristotelis), l'escateret (Hydrobates pelagicus), i el falcó pelegrí (Falco peregrinus). A més és destacable la presència d'una subespècie de la sargantana roquera (Podarcis muralis rasquinetti).
El nom de Deva és comú a moltes localitats asturianes i es creu prové d'una divinitat preromana associada amb el culte a l'aigua.